# Life and Beth
Life and Beth est une série télévisée américaine de comédie dramatique en dix épisodes de 24 à 32 minutes, diffusés depuis le 18 mars 2022 sur Hulu. En France, elle est disponible depuis le 18 mai 2022 sur Disney+.

## Fiche technique
Sauf indication contraire, les informations mentionnées dans cette section peuvent être confirmées par la base de données cinématographiques IMDb,  présente dans la section « Liens externes ».
- Titre original : Life and Beth
- Réalisation : Ryan McFaul, Amy Schumer, Kevin Kane et Daniel Powell
- Scénario : Amy Schumer, Erin Jackson, Mia Jackson, Lavar Walker, Colleen McGuinness, Emily Goldwyn, Tami Sagher et Ron Weiner
- Casting : Gayle Keller
- Montage : Casey Brooks, Laura Weinberg et Nathan Floody
- Décors : Jade Goheen
- Costumes : Dana Covarrubias
- Photographie : Jonathan Furmanski
- Musique : Ray Angy et Timo Elliston
- Production : Ayesha Rokadia et Claudia O'Doherty
  - Producteur délégué : Emily Goldwyn, Kevin Kane, Colleen McGuinness, Daniel Powell, Amy Schumer, Tami Sagher, Ron Weiner et Ryan McFaul
  - Producteur consultant : Alexander Hammer et Scott King
  - Coproducteur : Aimee Roth
- Sociétés de production : It's So Easy Productions, Irony Point et Endeavor Content
- Société de distribution : Hulu et Disney+
- Chaîne d'origine : Hulu
- Pays d'origine :  États-Unis
- Langue originale : anglais
- Genre : Comédie dramatique
- Durée : 24 à 32 minutes

## Distribution

### Acteurs principaux
- Amy Schumer (VFB : Mélissa Windal) : Beth
  - Violet Young (VFB : Marie Alexandre) : Beth jeune
- Michael Cera (VFB : Fabian Finkels) : John
- Susannah Flood (VFB : Sarah Brahy) : Ann
  - Lily Fisher (VFB : Sanae Leclerc) : Ann jeune
- Michael Rapaport (VFB : Karim Barras) : Leonard

### Acteurs récurrents
- Yamaneika Saunders (VFB : Muriel Bersy) : Maya
  - Camiel Warren-Taylor (VFB : Ambre Grimmiaux) : Maya jeune
- Laura Benanti (VFB : Sophie Landresse) : Jane
- Rachel Feinstein (VFB : Delphine Chauvier) : Liz
  - Grace Power (VFB : Aaricia Dubois) : Liz jeune
- LaVar Walker (VFB : Sébastien Hébrant) : LaVar
  - Mykey Cooper (VFB : Ethan Waku) : LaVar jeune
- Kevin Kane (VFB : Steve Driesen) : Matt
- Sas Goldberg (VFB : Valérie Marchant) : Jess
- Arielle Siegel (VFB : Frédérique Schürmann) : Jen
- Murray Hill (VFB : Cécile Florin) : Murray
- Larry Owens (VFB : Simon Duprez) : Clark
- Gary Gulman (VFB : Laurent Vernin) : Shlomo
- Dylan Martin Frankel (VFB : Harry Belasri) : Jackson
- Griffin Reese (VFB : Tim Belasri) : Bobby
- Benjamin Snyder (VFB : Arthur Dubois) : Adam
- Ava Ryback (VFB : Alayin Dubois) : Amanda
- Jon Glaser (VFB : Olivier Prémel) : Gerald
- Kenneth Dion Johnson (VFB : Leny De Luca) : Charles
- Jasper McGruder (VFB : Alain Postiaux) : M. Douyon
- Dave Attell (VFB : Benoît Van Dorslaer) : Rabbi
- Rock Kohli (VFB : Jean-François Rossion) : Paul
- Karen Chamberlain (VFB : Célia Torrens) : Diane
- Phil Wang (VFB : Jonathan Simon) : Trevor

### Invités
- David Byrne (VFB : Alain Postiaux) : Dr B.
- James Daly
- Chris Barnes
- Timothy Daly
- Kate Berlant (VFB : Nancy Philippot) : Kate
- Hank Azaria (VFB : Jean-Michel Vovk) : le directeur des pompes funèbres
- Erin Jackson
- June Squibb : Elena
- Jonathan Groff : Travis
- Sam Morril
- Ryan Hamilton
- Parris Goebel
- Nick Griffin
- Judy Gold
- Carmen Lynch

- Version française
  - Studio de doublage : Dubbing Brothers [1]
  - Direction artistique : Géraldine Frippiat
  - Adaptation : Cyrielle Roussy, Blandine Gaydon et Carole Cardinot-Lebeau

## Épisodes
1. Le Signe (Life & Beth)
2. Le Deuil (We're Grieving)
3. Retour à Long Island (Out on the Island)
4. Pancakes
5. La Foire (Fair)
6. Le Bateau (Boat)
7. Leonard
8. Les Funérailles (Homegoing)
9. L'IRM (MRI)
10. Le Baiser de la rose (Kiss from a Rose)